# Rouans

Localització de Rouans

Rouans (en bretó Rodent) és un municipi francès, situat a la regió de país del Loira, al departament de Loira Atlàntic, que històricament ha format part de la Bretanya. L'any 2006 tenia 2.498 habitants. Limita amb els municipis de Le Pellerin, Cheix-en-Retz, Port-Saint-Père, Saint-Hilaire-de-Chaléons, Chéméré i Vue.

## Demografia
| 1962                                       | 1968  | 1975  | 1982  | 1990  | 1999  |
| ------------------------------------------ | ----- | ----- | ----- | ----- | ----- |
| 1.349                                      | 1.361 | 1.370 | 1.716 | 1.695 | 2.143 |
| Des de 1962: població sense dobles comptes |       |       |       |       |       |

## Administració
| Període   | Identitat         | Partit |
| --------- | ----------------- | ------ |
| 2001-2008 | Renée Ribalet     |        |
| 2008-     | Jean-Pierre Lucas |        |

## Personatges il·lustres
- Bernat de Claravall, fundador de l'abadia de Buzay